# Entalhamento (astronomia)
Entalhamento (astronomia) é o fenômeno que existe a atenuação seletiva de uma excitação no ensaio de um ambiente que sofre vibração. Utiliza-se na prevenção do processo de deteriorização do espécime nas vizinhanças das frequências de sua ressonância. 